# Ecclesia varia

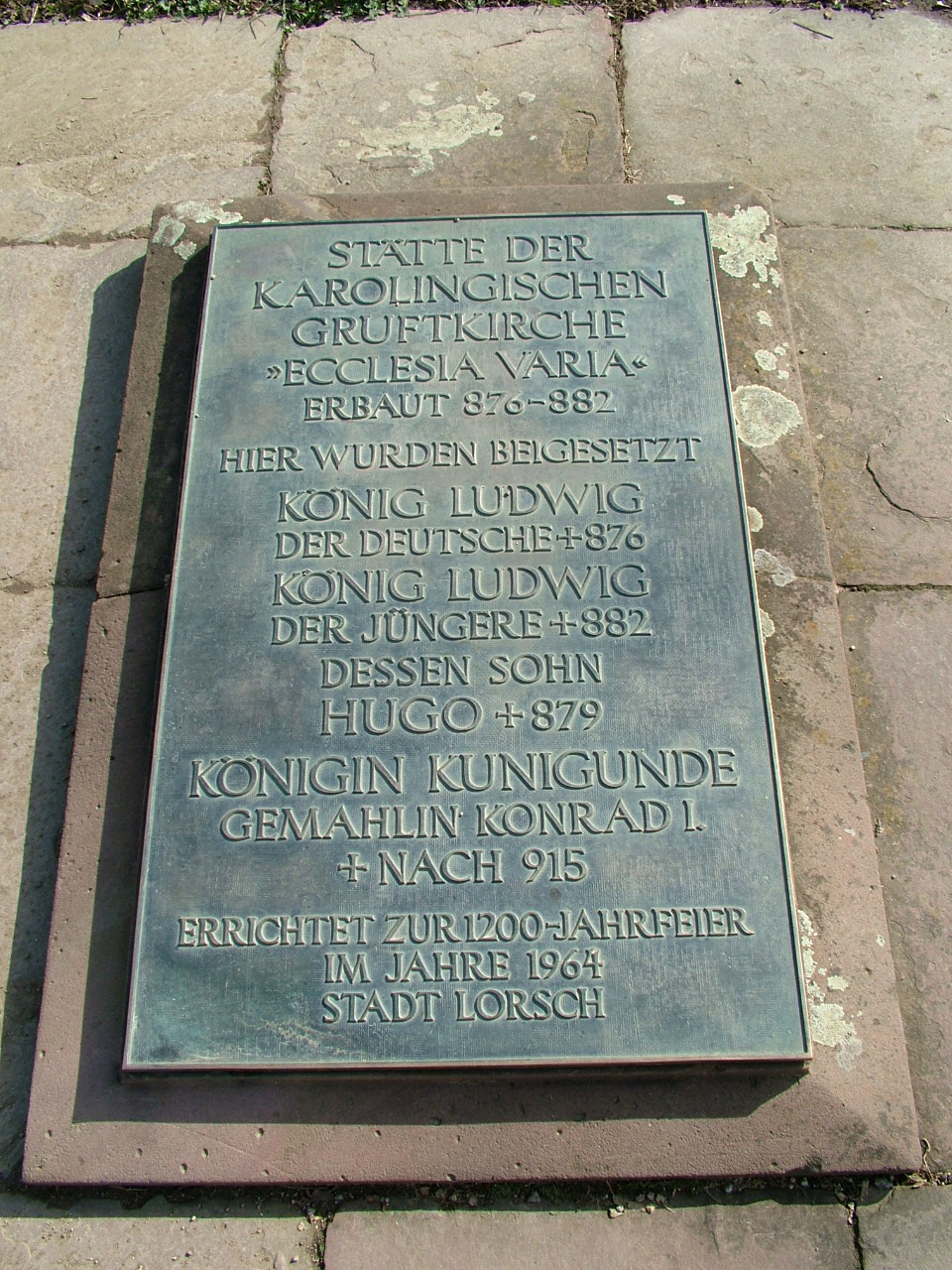
Ecclesia varia: Gedenktafel von 1964

Die Ecclesia varia („bunte Kirche“) war die Gruftkapelle der ostfränkischen Karolinger in Lorsch. Sie war Teil des Reichsklosters Lorsch. Ihr Baubeginn ist im Lorscher Codex für das Jahr 876 angegeben.
Da das Kloster Lorsch 1564 aufgehoben, 1621 niedergebrannt und danach jahrzehntelang als Steinbruch verwendet wurde, war das Gebäude im Lauf der Jahrhunderte spurlos verschwunden. Selbst seine Lage war unsicher. Friedrich Behn gelang es bei Ausgrabungen zwischen 1927 und 1937, anhand von Fundamentgräben den Grundriss eines Gebäudes zu rekonstruieren, das sich östlich an die Klosterkirche anschloss und heute allgemein für die Ecclesia varia gehalten wird. Danach war sie ein rechteckiger Saalbau, in dessen halbrundem Ostabschluss innen eine Apsis ausgespart war. Da die Fundamentmauern eine Stärke von fast 4,50 m hatten, geht man davon aus, dass die Kapelle sehr dicke Wände hatte. Mörtel- und Putzfunde lassen darauf schließen, dass sie halbrund eingewölbt und mit tiefen Fensternischen versehen war. Es ist bekannt, dass Karl der Kahle zur besseren Beleuchtung eine Kerzenstiftung errichtete.
Von dem Bauwerk hat sich ein Rest des aufgehenden Mauerwerks der Nordwand erhalten.
Im Jahr 1800 wurden im Bereich der Ecclesia varia fünf oder neun Sarkophage gehoben. Nur einer davon ist erhalten; er wird als Sarkophag Ludwigs des Deutschen († 876) angesehen. In Lorsch beigesetzt wurden auch Ludwig der Jüngere († 882), dessen Sohn Hugo († 879), Königin Kunigunde († 920) und weitere Karolinger.